# Abdalcáder

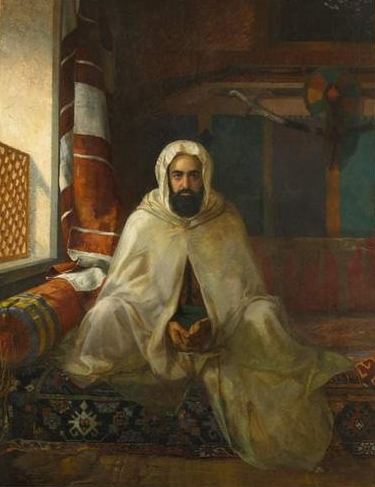
Quadro de Abdalcáder por Stanislaw Chlebowski

Abdalcáder (em árabe: عبد القادر الجزائري; romaniz.: Abd El-Kader, Abd al-Kader ou Abdul-Qadir ; Mascara, 6 de Setembro de 1808 – Damasco, 26 de Maio de 1883) foi um Emir dos árabes argelinos (1832), dirigiu a luta contra os franceses na Argélia, onde é lembrado como um herói nacional. Foi vencido em Orã, mas um tratado assinado com o general Desmichels lhe assegurou um reino em torno de Mascara (1834). A posse da província de Orã e de parte da de Argel, reconhecida por Bugeaud pelo Tratado de Tafna (1837), não impediu que voltasse à luta, em 1839. Os franceses venceram e ocuparam toda a Argélia. A tomada de sua smala pelo Henrique d'Orléans, Duque de Aumale (1822–1897) e a derrota do seu aliado, o sultão de Marrocos, em Isly (1844), o fizeram render-se ao general Lamoricière. Refugiou-se então em França até 1852, período durante o qual se tornou amigo dos franceses por ter ajudado os cristãos que estavam a ser perseguidos durante o Conflito do Líbano de 1860, salvando muitos cristãos da morte. Retirou-se de seguida para Bursa (1853) e depois para Damasco (1855), onde ficou até à data da sua morte, em 1883. Em 1864 tornou-se maçon. Passados poucos anos, contudo, o emir desiludiu-se com o crescente sentimento anti-religioso por parte da maçonaria francesa e dela se desligou. "Indivíduos sem lei, sem crenças e dispostos a perturbar a ordem da sociedade", ele teria dito sobre alguns maçons. Em 1877, o Grande Oriente da França eliminou a necessidade da crença em Deus e na imortalidade da alma, decisão que levou a Grande Loja da Inglaterra a romper com o ramo francês da Maçonaria. Ao concretamente abandonar a invocação ao "Grande Arquiteto do Universo" (Deus), o emir não considerou mais apropriado seguir filiado à maçonaria. Os seus restos mortais foram transferidos para a Argélia em 1966.

## Biografia
Nasceu por volta de 1808 nas cercanias de Mascara e faleceu em Damasco, em 1883. Foi um célebre chefe árabe, filho do Marabu Mahi-ed-Din Em 1832, começou a apelar à guerra santa e, à frente de 10 000 cavaleiros, foi cercar Orã, mas o general Boyer forçou-o a bater em retirada. Em 1834, Abdalcáder concluiu, com o general Desmichels, um tratado. Quando o governo francês reconheceu o erro em que tinha caído ratificando a convenção Desmichels, substituiu este por Trèzel que perdeu contra Abdalcáder, em 26 de Junho de 1835, a batalha de Macta.
A Trèzel sucedeu Clauzel, que marchou contra o emir, derrotou-o, arrasou-lhe Mancara e desbloqueou Tremecém, mas durante uma viagem que fez este marechal a Paris o general d'Arlanges, sofreu uma derrota, próximo de Sidi-Yacub. Em 1837, o general Bugeaud, recém chegado a África, assinou com Abdalcáder o tratado da Tafna, mais desastroso que o tratado Desmicheis. A França apenas conservava para si os arredores de Argel e de Orã. Abdalcáder aproveitou-se desses erros para organizar o seu país.
Assim, quando o marechal Valée lhe submeteu um artigo que rectificava o tratado da Tafna, Abdalcáder não quis entender-se com o negociador francês. Valée resolveu intimida-lo com uma demonstração militar e transpôs o desfiladeiro das Portas de ferro em Outubro de 1839. Abdalcáder respondeu-lhe imediatamente proclamando a guerra santa. Foi então que principiou a luta apaixonada em que vencedores e vencidos fizeram prodígios de heroísmo principalmente em 1840. Em 1841, Bugeaud substituiu Valée no governo geral da Argélia. Adoptando uma nova táctica, aperfeiçoada por Lamoricière, colheu tais resultados que a partir de 1843, Bugeaud só pensou em se apoderar do próprio emir que só fazia um guerra de guerrilhas e vagueava de um lado para outro com a sua smala, composta de 12 000 a 15 000 homens. O trabalho de o capturar foi confiado às tropas que tinham partido de Mascara sob às ordens de Lamoriciére, e de Medea sob o comando do duque d'Aumale, marechal de campo. Em 10 de maio de 1813, tendo Bugeand sabido que a smala se encontrava nas proximidades de Gudjila, a coluna do duque de Aumale deixou Boghar e dirigiu-se para o sul, ao passo que Lamoricière, de Mascara, marchava na mesma direcção. Abdalcáder compreendera que, para salvar os restos mais preciosos de seu poderio, só lhe restava torná-los moveis.
Organizou portanto a smala, espécie de capital ambulante. A 16 de Maio de 1843 a cavalaria francesa apareceu bruscamente na imponência da montanha que domina a nascente de Taguin no alto Chelife. Sem dar ao inimigo tempo para se refazer da surpresa, o duque formou rapidamente as suas pequenas forças e apesar da inferioridade do número, apoderou-se da smala. Abdalcáder, a mulher e a mãe conseguiram fugir, mas as suas bandeiras, munições, barracas, tesouros e correspondência caíram nas mãos dos franceses, assim como 3 000 prisioneiros. O emir, abandonado pela maioria das tribos da Argélia, fugiu para Marrocos.
Longe de se desanimar, sobrexcitou o fanatismo das forças religiosas, a ponto de obrigar o sultão Mulei Abderramão a obedecer-lhe cegamente, sob pena de sublevar os seus próprios vassalos contra ele. Na primavera de 1844, foi declarada a guerra entre a França e Marrocos. Mas a ocupação de Ujda, o bombardeamento de Tanger, a ruína de Mogador e a vitória do Isly obrigaram o sultão marroquino a repudiar a aliança de Abdalcáder (1814). Este, que entrara de novo na Argélia, não deixou todavia de excitar as tribos.
Num reconhecimento para os lados de Sidi-Brahim, o coronel de Montagnac encontrou-o e sucumbiu no combate com a maior parte dos seus homens. Em Ain-Temouchent a guarnição teve de render-se e, ao cabo de seis meses de cativeiro, o emir mandou-a matar para não ter que a sustentar. Enfim, em 31 de Dezembro de 1847, esta guerra que se tinha tornado atroz de um e do outro lado, terminou pela submissão de Abdalcáder que entregou a sua espada a Lamoricière. O general prometeu-lhe deixá-lo retirar-se para Alexandria ou para São João de Acre, mas o governo, em vez de ratificar esta promessa, fez internar o vencido em Toulon, em Pau e enfim em Amboise. Só recebeu em 1853 autorização para se retirar para a Síria, para Brussa, e depois para Damasco, onde viveu de uma pensão de 100 000 francos que lhe dava o governo francês. Vivia muito retirado, venerado pelos árabes, protegendo os cristãos do Oriente que salvou em grande número por ocasião das carnificinas de 1860. Procedeu até ao fim como amigo leal da França e conservou-se fiel à palavra jurada.

## Cronologia
- 1808 — Nasce próximo a Mascara
- 1832 — Torna-se emir dos árabes do sul da atual Argélia.
- 1834 — Recebe um reino em torno de Mascara por meio de tratado com o general Desmichels
- 1837 — Assina o Tratado de Tafna, que lhe assegura a posse da província de Orã e parte da de Argel
- 1839 — Volta à luta contra os franceses
- 1843 — A smala é tomada pelo duque de Aumale
- 1844 — Seu aliado, o sultão de Marrocos, é derrotado em Isly. Rende-se ao general Lamoricière
- 1844 a 1852 — Vive como refugiado em França, tornando-se amigo dos franceses[3]
- 1853 — Muda-se para Bursa
- 1855 — Muda-se para Damasco, onde fica até sua morte (1883)
- 1864 — Adere à Maçonaria[4][5]
- 1865/1866 — Desliga-se da maçonaria
- 1966 — Os seus restos mortais são transferidos para a Argélia